# ادوارد تیسه
ادوارد کازیمیروویچ تیسه (روسی: Эдуа́рд Казими́рович Тиссэ́؛ ‏ ۱۳ آوریل ۱۸۹۷ – ۱۸ نوامبر ۱۹۶۱) فیلم‌بردار و کارگردان اهل اتحاد جماهیر شوروی سوسیالیستی بود.
از فیلم‌ها یا برنامه‌های تلویزیونی که وی در آن نقش داشته‌است، می‌توان به اکتبر: ده روزی که دنیا را تکان داد، اعتصاب، رزم‌ناو پوتمکین، الکساندر نوسکی و ایوان مخوف اشاره کرد.
وی همچنین برندهٔ جوایزی همچون نشان پرچم سرخ کار شده‌است.